# Adobe After Effects
After Effects är ett datorprogram utvecklat av Adobe Systems för behandling av rörlig grafik och visuella effekter. Den första versionen lanserades 1993. Tekniken att genom digitala effekter kombinera rörliga bilder, ljud, stillbilder och datorgrafik kallas compositing.
För att skapa de färdiga kompositionerna av bild, ljud och effekter använder sig After Effects av lager som kombineras till en komposition, vilken därefter kan animeras för att skapa rörlig grafik. Till varje lager i kompositionen kan ett stort antal effekter, mycket likt andra bildbehandlingsprogram, appliceras.
År 2019 vann After Effects en Academy Award för vetenskaplig och teknisk prestation. 
After Effects är en del av Adobe Creative Cloud, vilket är en tjänst som tillhandahåller alla Adobes programvaror och även en del molntjänster.